# Betz lov
Betz lov siger, at en vindmølle har en teoretisk øvre grænse for udnyttelsen af vindens energi på 16/27 svarende til 59 %. Loven blev offentliggjort i 1919 af den tyske fysiker Albert Betz.

## Ekstern henvisning
- Betz' lov – Den ideelle opbremsning af vinden Arkiveret 4. marts 2016 hos  Wayback Machine

| Fysik | Spire Denne artikel om fysik er en spire som bør udbygges. Du er velkommen til at hjælpe Wikipedia ved at udvide den. |